# يعقوبية أدونيسية الورق
يعقوبية أدونيسية الورق (اسم مرادف Senecio adonidifolius، شيخة أدونسية الورق) (الاسم العلمي: Jacobaea adonidifolia)، نوع نبات مُزهر من جنس اليعقوبية وفصيلة النجمية. موطنها الأصلي في إسبانيا وفرنسا وألمانيا.